# Haploclastus kayi
Haploclastus kayi là một loài nhện trong họ Theraphosidae.
Loài này thuộc chi Haploclastus. Haploclastus kayi được Frederick Henry Gravely miêu tả năm 1915.
De spin có ở Kerala và Tamil Nadu in het zuiden van Ấn Độ. Loài này staat op de rode lijst van de IUCN als bedreigd. De populatietrend is dalend.